# 앤드루 와일스
앤드루 존 와일스(영어: Sir Andrew John Wiles, KBE, FRS, 1953년 4월 11일 ~ )은 영국의 수학자이다.
1974년 옥스퍼드 대학교 머튼 칼리지에서 학사 학위를, 1979년 케임브리지 대학교 클레어 칼리지에서 박사 학위를 취득했다. 프린스턴 대학교 수학과수를 지냈다. 1994년 리처드 로런스 테일러의 도움으로 약 350년 동안 해결되지 않았던 수학계의 유명한 난제인 페르마의 마지막 정리를 최초로 증명했다. 수학계에서 가위있는 상으로 꼽히는 필즈상은 나이 40세 미만 조건에 걸려서 수상하지 못했으나 그의 공이 너무 컸기 때문에 국제 수학 연맹(IMU)에서 1998년 기념 은판을 제작해서 필즈상 대신 수여하였다. 엄밀히는 필즈상 수상자가 아니었지만, 기념 은판을 제작해서 수여했다는 사실을 필즈상 수상자 공식 명단에 같이 게재해 주었다. 그의 제자 만줄 바르가바는 루빅스 큐브에서 영감을 얻은 후 가우스 합 법칙을 확장한 것을 높게 평가받아 2014년에 필즈상을 받았음.

## 생애 초기와 교육
와일스는 1953년 케임브리지에서 옥스퍼드 대학교 교수와 성공회 사제로 일한 모리스 와일스(Maurice Wiles, 1923 ~ 2005)의 아들로 태어났다. 유년기에 케임브리지의 킹스 칼리지 스쿨(King's College School, Cambridge)과 레이스 스쿨(The Leys School, Cambridge)에 다녔다.
와일스는 페르마의 마지막 정리를 10살 무렵 학교에서 돌아오는 길에 우연히 발견했다고 한다. 그는 지역 도서관에 우연히 들렸다가 그 정리를 발견하였는데, 10살 아이조차도 이해할 수 있을만큼 간단했음에도 불구하고 여태껏 아무도 증명하지 못한 정리의 아름다움에 매료되었다고 밝혔다. 그는 그 정리를 최초로 증명하는 사람이 되고자 마음먹었지만, 이내 그의 지식이 너무 얕다는 것을 깨닫고 포기하고 있었다.

## 수학적 업적
1974년 와일스는 옥스퍼드 대학교 머튼 칼리지에서 수학 석사 학위를 취득하고 박사 학위는 케임브리지 대학교 클레어 칼리지에서 취득하였다. 1981년 미국 뉴저지주 프린스턴에 위치한 프린스턴 고등연구소에 머물던 와일스는 프린스턴 대학교의 교수가 되었다. 1985년부터 1986년까지 와일스는 프랑스 파리에 위치한 IHÉS(Institut des Hautes Études Scientifiques)와 고등사범학교(ENS; École Normale Supérieure)의 구겐하임 펠로가 되었다. 1988년부터 1990년 사이에 와일스는 옥스퍼드 대학교에서 왕립학회에서 후원하는 연구교수직을 맡았으며, 그 후에는 다시 프린스턴 대학교로 돌아갔다. 2011년에 다시 옥스퍼드 대학교에서 왕립학회 후원으로 연구교수직을 수행했다. 와일스의 졸업 연구는 1975년 여름에 존 코츠(John H. Coates) 교수에게 지도받았다. 두 사람은 이와사와 이론(Iwasawa theory)의 방법을 이용한 복소 곱셈을 통해서 타원곡선의 계산했다. 그 후, 와일스는 베저와 함께 이사이론의 유리수에 대한 주요 추측에 대해서 연구하였고 얼마 지나지 않아서 이 결과물을 완전 실수체로 일반화에 성공

## 페르마의 마지막 정리 증명
1986년 여름, 게르하르트 프레이(Gerhard Frey)와 장피에르 세르, 켄 리벳의 오랜 연구에 힘입어 페르마의 마지막 정리가 모듈러성 정리의 제한된 형태와 귀결된다는 것이 명확해졌다. 모듈러성 정리는 와일스의 전공 분야였던 타원곡선과 연결된다.
이 추측은 당시 수학자들에겐 중요하지만 매우 어려운, 또는 증명을 위한 접근이 불가능한 문제로 보였다.:203–205, 223, 226 예를 들어 와일스의 전 지도 교수였던 존 코츠는 이 추측이 "사실상 증명이 불가능해 보인다"고까지 말했으며,:226 켄 리벳은 스스로를 "절대 불가능할거라 믿었던 대다수의 사람 중 한 명"이라 칭하며, "앤드루 와일스는 자신이 풀어 증명할 수 있다고 꿈꾸는 대담함을 지닌 지구상에 몇 없는 사람들 중 하나"라고 말했다.:223
이럼에도 불구하고 페르마의 마지막 정리에 어린 시절부터 매료되어 있었던 와일스는 이 추측을 증명하는 도전을 감수하기로 결정한다.:226 그는 6년 동안 그의 모든 시간을 연구에 쏟았으며, 이 과정은 매우 비밀스럽게 진행되었다. 와일스는 그의 연구를 여러 뭉치로 나누어 보관하고, 자신의 아내에게만 털어놓았다고 한다.:229–230 1993년에 와일스는 영국 케임브리지에 위치한 한 학회에서 처음으로 그의 증명을 세상에 내놓았다. 그러나 1993년 8월 그의 증명 한 부분에 오류가 있음이 밝혀졌다. 와일스는 그 오류 증명을 고치기 위해서 1년이 넘도록 시도와 실패를 거듭하였다. 와일스에 의하면 1994년 9월 19일에 그가 포기하기 직전에 이르렀을 때 이 부분을 피해갈 중대한 발상이 떠올랐다고 한다. 와일스의 옛 학생 리처드 로런스 테일러와 함께 그는 오류를 피해서 증명을 완결 지은 두 번째 논문을 발표하였다. 이 논문은 1995년 수학연보 특별판에 수록되었다.

## 대중의 인식
와일스가 발표한 페르마의 마지막 정리의 증명은 세계 수학자들의 철저한 검증을 거치게 되었다. 와일스는 BBC의 다큐멘터리 시리즈 《Horizon》의 페르마의 마지막 정리를 다룬 편에서 자세하게 인터뷰했다. 이것은 "The proof"라 재명명되었으며, PBS의 과학 텔레비전 시리즈 《Nova》에서도 다루어졌다. 1996년부터 미국 국립과학학술원(National Academy of Sciences)의 회원이 되었다.

## 상훈

### 수상 목록

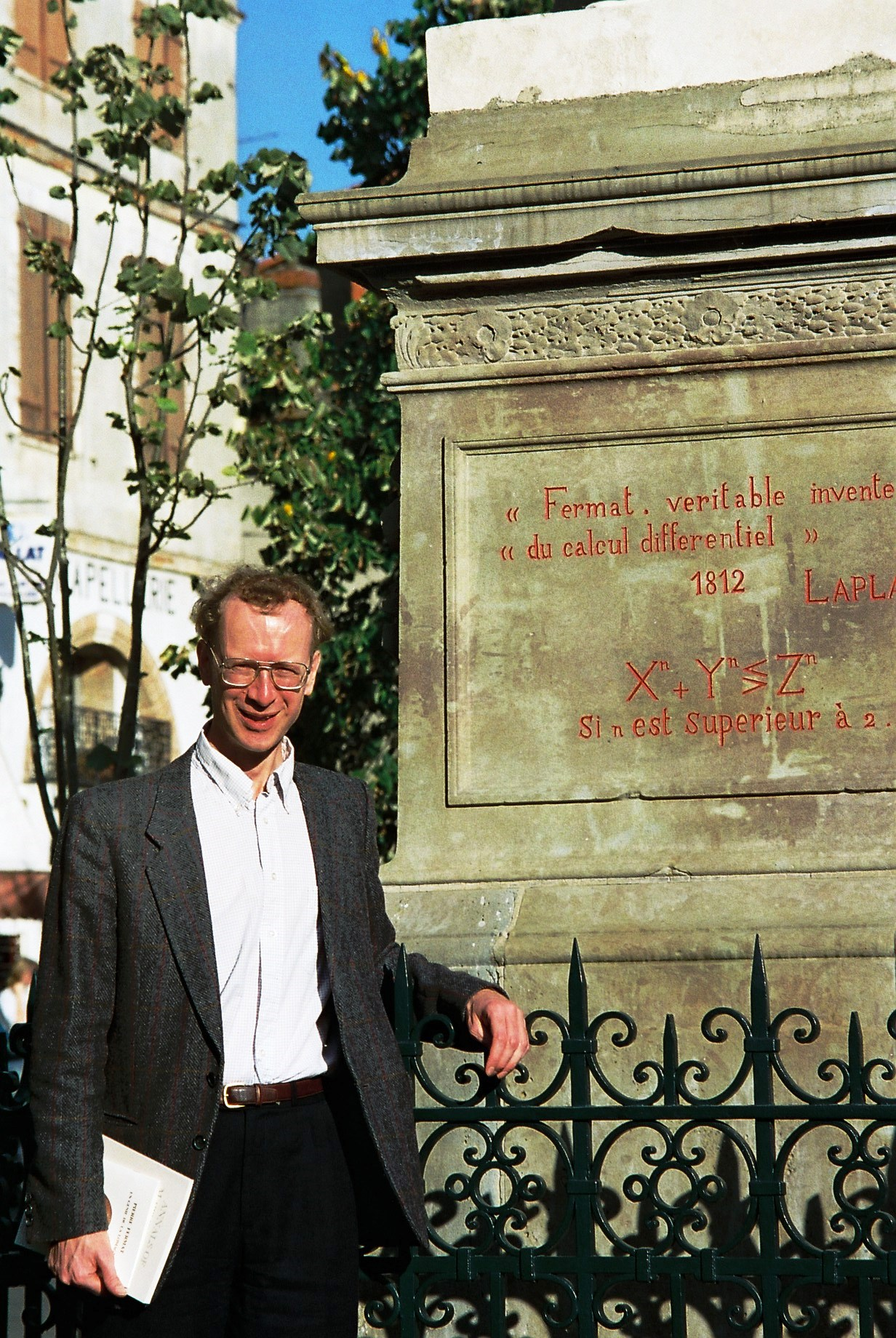
페르마 동상 앞의 와일스 (1995년)

와일스는 수학 및 과학에 관련된 중요한 상들을 많이 수상했다.
- Junior Whitehead Prize of the LMS(1988)
- 왕립학회 회원(1989)
- Schock Prize(1995)
- Fermat Prize(1995)
- Wolf Prize in Mathematics(1995/6)
- NAS Award in Mathematics from the National Academy of Sciences(1996)[7][8]
- 로열 메달(1996)
- Ostrowski Prize(1996)[9][10]
- Cole Prize(1997)[11]
- Wolfskehl Prize(1997)[12]
- 국제 수학 연맹(IMU)이 수여한 기념 은판(1998)
40세 미만의 수학자에게만 주어지는 필즈상을 대신하여 그의 업적을 기리기 위한 것(그는 1953년에 태어났고, 1994년에 페르마의 마지막 정리를 증명했다).[13][14]
- King Faisal Prize(1998)[15]
- Clay Research Award(1999)
- Pythagoras Award(Croton, 2004)[16]
- 쇼상(2005)[17]
- 아벨상(2016)[18][19][20][21][22]
- 코플리 메달(2017)

### 서훈
- 2000년 대영 제국 훈장 2등급(KBE, 작위급 훈장)[23]

## 어록
페르마의 마지막 정리를 증명했다는 것에 대해서 나 자신은 일종의 슬픔을 느낍니다. 아마 모든 수학자들도 의기소침해졌을 것입니다. 그 문제는 우리 자신들을 끌어들여서 항상 꿈을 갖게 만들면서도, 한편으로는 결코 실현될 수 없는 대상으로 생각하게 만들었기 때문입니다. 지금 나는 무엇인가를 빼앗긴 느낌이 듭니다.

한 사람이 어두운 아파트 안으로 들어갔다고 상상해 봅시다. 칠흑같이 어두운 아파트말입니다. 처음에는 아무것도 보이지 않으니 이리저리 가구에 부딪쳐 넘어지면서 갈피를 잡지 못하겠지요. 하지만 이런 시행착오를 거듭하다보면 어둠 속에서도 가구의 위치들이 점차 머릿속에 그려질 겁니다. 이런 식으로 6개월을 지낸 뒤에 드디어 그 사람은 전등의 스위치를 발견하고 불을 켭니다. 그러면 모든 것이 일목요연하게 드러나면서 자신이 서있는 위치가 어디쯤이었는지를 정확하게 알게 되겠지요. 그런 뒤에 또 다시 옆집으로 들어갔다고 합시다. 역시 칠흑같이 어두운 집입니다. 그는 여기서도 6개월의 시간을 보낸 뒤에 전등의 스위치를 발견합니다. 무언가 극적인 발견이 이루어지는 거죠. 이때 느끼는 흥분감은 아주 순간적인 것일 수도 있고, 경우에 따라서는 하루나 이틀 정도 지속되기도 합니다. 어쨌거나 이러한 흥분감은 암흑 속에서 긴 시간을 보낸 경험을 한 사람들만이 느낄 수 있습니다. 그것은 지난 세월에 대한 최고의 보상이지요. 겪어보지 않은 사람들은 아마 잘 모를 겁니다.

## 같이 보기
- 페르마의 마지막 정리
- 피에르 드 페르마

## 주해
1. ↑  성공회에서는 사제가 결혼을 할 수 있다.
2. ↑  왕립학회에서 영국밖 나라의 학자들을 선발하여 급여를 제공하고 영국내의 대학에서 연구를 할 수 있도록 해주는 프로그램이다.
3. ↑  당시에 증명되지 않았으며, "타니야마-시무라 추측(Taniyama–Shimura–Weil conjecture)"으로 알려져 있었다.